# Somolo-Molo
Somolo-Molo is een bestuurslaag in het regentschap Nias van de provincie Noord-Sumatra, Indonesië. Somolo-Molo telt 1726 inwoners (volkstelling 2010).